# Buschvitz
Buschvitz es un municipio situado en el distrito de Pomerania Occidental-Rügen, en el estado federado de Mecklemburgo-Pomerania Occidental (Alemania), a una altura de 8 metros. Su población a finales de 2016 era de 200 habs. y su densidad poblacional, 23 hab/km².
Se encuentra al norte de la isla de Rügen.